# سوفي شوبرت
سوفي شوبرت (بالألمانية: Sophie Schubert)‏ (26 فبراير 1997 في ألمانيا - ) هي لاعبة كرة طائرة ألمانية.

## وصلات خارجية
- سوفي شوبرت على موقع عالم الكرة الطائرة (الإنجليزية)